# 2015 RH278
2015 RH278 est un objet transneptunien en résonance 2:5 avec Neptune d'un diamètre d'environ 150 km et faisant partie des objets connus situés à plus de 2 fois la distance de Neptune.